# Kazimierz Kamprad

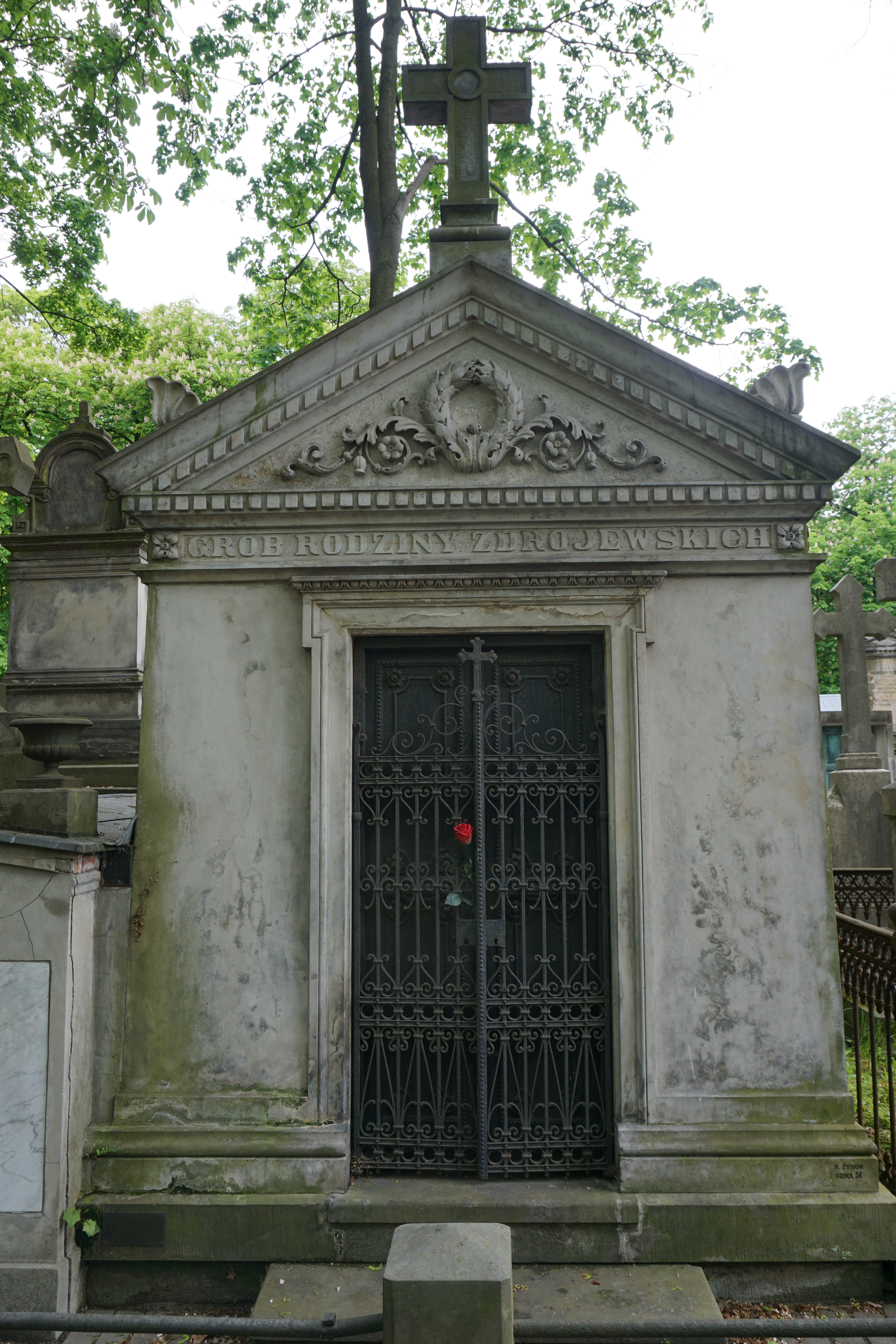
Grób Kazimierza Kamprada na cmentarzu Powązkowskim

Kazimierz Kamprad (ur. 25 lutego 1863 w Warszawie, zm. 9 czerwca 1943 tamże) – tytularny generał brygady Wojska Polskiego.

## Życiorys
Kazimierz Kamprad urodził się 25 lutego 1863 roku w rodzinie luterańskiej jako syn Karola. Ukończył szkołę średnią i szkołę junkrów w Warszawie. Od 1883 roku pełnił służbę w Armii Imperium Rosyjskiego. W 1909 roku, w stopniu kapitana, pełnił służbę w 40 Koływańskim Pułku Piechoty, który wówczas stacjonował w Łodzi.
Wziął udział w I wojnie światowej. Dowodził pułkiem piechoty. Awansował na pułkownika. W 1917 roku na stanowisku komendanta miasta Radomyśl, następnie służył w sztabie naczelnika Kijowa.
27 stycznia 1919 roku został przyjęty do Wojska Polskiego, z zatwierdzeniem posiadanego stopnia pułkownika ze starszeństwem z 2 marca 1915 roku i przydzielony z dniem 4 stycznia 1919 roku do Sekcji Poboru i Uzupełnień Ministerstwa Spraw Wojskowych w Warszawie. Od 15 stycznia 1919 roku był komendantem Powiatowej Komendy Uzupełnień Piotrków. W związku z przeniesieniem pułkownika Jana Rządkowskiego na stanowisko dowódcy Okręgu Generalnego „Lublin” pełnił jednocześnie obowiązki dowódcy VI Okręgu Wojskowego w Piotrkowie. 21 sierpnia 1919 roku, w związku z przeprowadzoną reorganizacją służby uzupełnień, został przeniesiony na stanowisko komendanta Powiatowej Komendy Uzupełnień 5 Pułku Piechoty Legionów. Na tym stanowisku 22 maja 1920 roku został zatwierdzony w stopniu pułkownika piechoty z dniem 1 kwietnia 1920 roku, w „grupie byłych Korpusów Wschodnich i byłej armii rosyjskiej”. Od 1 czerwca 1921 roku jego oddziałem macierzystym był 5 Pułk Piechoty Legionów. 1 września 1921 został wyznaczony na stanowisko komendanta PKU Sochaczew. Później został mianowany członkiem Oficerskiego Trybunału Orzekającego, a z dniem 1 stycznia 1922 roku przeniesiony w stan spoczynku.
26 października 1923 roku Prezydent RP Stanisław Wojciechowski zatwierdził go w stopniu tytularnego generała brygady. 
Będąc w stanie spoczynku prowadził m.in. zajęcia z języka rosyjskiego w Centrum Wyszkolenia Piechoty w Rembertowie. Zmarł 9 czerwca 1943 roku w Warszawie. Pochowany na cmentarzu Powązkowskim, w grobowcu rodziny Zdrojewskich (kwatera 19-5-10/11).
Był żonaty, miał dwoje dzieci.